# 名取マサ
名取 マサ（なとり マサ、1889年〈明治22年〉6月1日 - 1971年〈昭和46年〉4月17日）は、日本の社会事業家。北海道における児童養護施設の先駆けの一つ、北海道富良野市の「富良野市国の子寮」の初代寮長。北海道札幌区（後の札幌市）出身、札幌区百百裁縫女学校卒業。

## 経歴
裁縫女学校を卒業後、1916年〈大正5年〉に富良野町（後の富良野市）の味噌醤油醸造業者である名取家に嫁いだ。44歳のときに夫と死別するが、その後も5男4女の子供たちに支えられた。
第二次世界大戦終戦直後に私用で上京した際、犯罪の下働きに使われる戦災孤児たちを目にし、孤児たちを救いたいとの考えに至った。1945年（昭和20年）、樺太からの引揚者が北海道にやって来た際、その孤児たち6人を引き取り、自宅で実子たちとともに育て始めた。その後も孤児たちを引き取り続けて人数が増えたため、町内の古い会館を寮とし、自ら寮母として泊まり込んだ。
孤児たちの増加につれ、政府からの児童養護の助成金の少なさもあって、次第に名取1人の力では無理が生じた。名取は協力者を求め、北海道内で同様の活動をしている佐野文子や松浦カツらとともに、戦災孤児救済団体として北海道婦人共立愛子会を立ち上げた。名取の実子たちも母に代って家業を引き受け、ときには寮の子供たちの世話をして母を支えた。
1949年（昭和24年）、物資不足解決のために自給自足を目指した名取は、富良野町東鳥沼の土地（鳥沼公園付近）を借り、納屋を改築して寮とし、1年をかけて山を切り開いて畑とした。戦後の混乱期のために一般家庭ですら生活が厳しく、まして後年のような福祉制度もなく、福祉事業に対する社会からの認識も浅い当時、名取は物資の調達のために方々を奔走し、孤児のために私財を捧げた。
地主である鈴木美津江は、戦後の厳しさの中での名取と子供たちの活力に心を打たれ、死去直前にその土地を名取に寄付した。寮の運営には鈴木のこの協力が大きく、鈴木の没後には寮の広場に鈴木の胸像が建造されている。この頃、名取は子供たちを日本の子供たち、つまり国の子と考え、寮を「国の子寮」と名付けた。
名取は子供たちの宗教教育にも必要を感じ、カトリック富良野教会の創立者であるヤヌワリオ・アロイス・メンラド神父に依頼し、国の子寮でミサを挙げ、多くの子供たちをカトリックの信仰に導くことで、1952年（昭和27年）の教会開設に貢献した。翌1953年（昭和28年）のクリスマスには寮母や子供たち20名が受洗、名取自身も後に受洗した。
寮の創立10年にあたる1955年（昭和30年）、名取は社会福祉功労者として上川支庁社会福祉協議会より表彰を受けた。1961年（昭和36年）には全国社会福祉協議会からの表彰を受けた。
1954年（昭和29年）には昭和天皇と皇后が、戦後行幸の最後である北海道行幸の際に国の子寮を視察した。富良野ではほかに高等学校で奉迎式が行われたのみで、富良野行幸の目的はほとんどが国の子寮の視察にあり、富良野町の行幸記録も寮に関する記述が大部分を占めている。1958年（昭和33年）には皇太子明仁が来寮し、皇族の訪れた寮として子供たちの励みになった。
1964年（昭和39年）末には老朽化した寮に代り、近代的な設備を備えた鉄筋の寮舎が完成した。翌1965年（昭和40年）にはそれまでの名取の功績が高く評価され、富良野市名誉市民第2号に選ばれた。1966年（昭和41年）には三笠宮一家が寮を訪れ、ピアノを寄付した。1967年（昭和42年）には勲五等宝冠章を受章した。
1971年4月に死去し、葬儀は市葬として執り行われた。富良野市国の子寮から巣立った社会人の数は、500人以上にのぼった。国の子寮は戦災孤児たちの卒業後も、様々な事情で自宅を離れた子供たちの生活の場として、名取の遺志を受け継ぐ人々によって運営が続けられている。寮の敷地内には胸像「名取マサ女史之像」が建てられている。